# Museu Nacional da Mauritânia
O Museu Nacional da Mauritânia, também designado Museu Nacional de Nuaquexote (em francês:  Musée National de Mauritanie / Musée National de Nouakchott) é um museu em Nuaquexote, capital da Mauritânia. Está situado a sudoeste do Hotel Mercure Marhaba, a oeste da sede do município, a noroeste do parque Deydouh e a nordeste da mesquita de Abas Ould. O museu tem um acervo de coleções arqueológicas e etnográficas.

## O edifício do museu
O Museu Nacional da Mauritânia está situado num edifício de dois pisos construído em 1972 por empresas chinesas e inaugurado pelo então presidente Moktar Ould Daddah. O edifício alberga também o Instituto Mauritano de Investigação Científica, o Centro de Conservação de Manuscritos Mauritanos e a Biblioteca Nacional da Mauritânia. O museu consta de duas salas de exposição permanente e uma sala de exposições temporárias. O edifício está aberto todos os dias das 8h às 16h.

## Coleções
O museu mostra um conjunto de peças dispostas em vitrines, que ilustram as condições de vida das populações que vivem no país há milénios. Exibe modelos, objetos do quotidiano, ferramentas e fotografias tiradas durante escavações arqueológicas. Estas últimas foram realizadas principalmente em Cumbi-Salé, antiga capital do Império do Gana, em Audagoste, o principal posto comercial na rota das caravanas durante mais de cinco séculos, e em Azugui, antiga capital dos Almorávidas. Alguns desses objetos, encontrados por acaso pelos mauritanos, foram levados para o museu, o que mostra o respeito dos mauritanos pela sua herança cultural.
Na sala de espera há também vitrines. Dentro de uma delas estão as obras do estudioso Mohamed Salem ould Adoud, não muito longe de instrumentos musicais, além da estátua deslumbrante de uma mulher casada usando um véu preto chamado Nîla. No interior, obras-primas raras de esculturas e pinturas. Na maioria das vezes, abriga obras científicas, obras de arte, manuscritos de ciências religiosas, tratados e comentários sobre Khalil e conquistas islâmicas (El Bedoui). Pedras ocas e polidas de modelos antigos usados para tinta escolar são também exibidas. Da mesma forma, o museu apoia a investigação científica e escolar.
O museu também se esforça para destacar as especificidades de cada uma das regiões do país, com uma variedade de exposições que restauram o contexto global da história do país e sublinham sua unidade geográfica e cultural.
Entre os objetos preciosos em exibição estão: uma cota de malha encontrada na região de Koumbi Saleh, cerâmicas da região de Méderdra, jarros Tegdaouest (descobertos durante escavações realizadas por Koltermann, em 1998, no local do forte de Arguim). Também na sala de exposições, há fotografias das cheias de Nuaquexote em 1932 e de uma necrópole em Ain en Nouss. Os homens enterrados na necrópole há quase 4000 anos usavam colares de pérolas ou pedras de Andara, e eram acompanhados por muitas peças de olaria, ricas e de tradições variadas, pedras de moinho, maçanetas e pequenas pontas de flecha.
O museu está organizado do seguinte modo:
- As coleções arqueológicas do piso inferior mostram artefactos musterienses, aterianos e neolíticos, e também achados procedentes de escavações realizadas em várias cidades históricas mauritanas como Cumbi-Salé, Audagoste, Tichit, Ouadane e Azugui.[1]
- As coleções etnográficas do primeiro piso contêm objetos pertencentes a diversas culturas da sociedade mauritana.[1][8]
- Coleções de objetos de arte, de vários autores mauritanos e estrangeiros[1]
- Coleção de mais de 3000 fotografias[1]
- Coleção de selos[1]

## Galeria

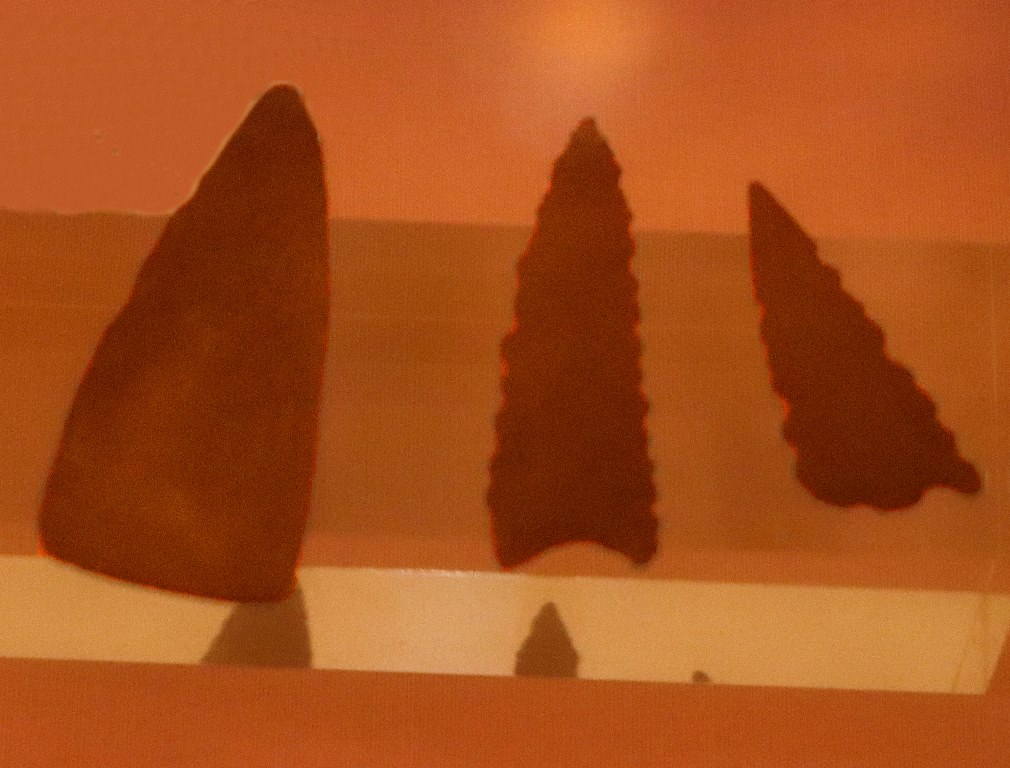
Ferramentas polidas de ardósia da cultura neolítica Tichitt
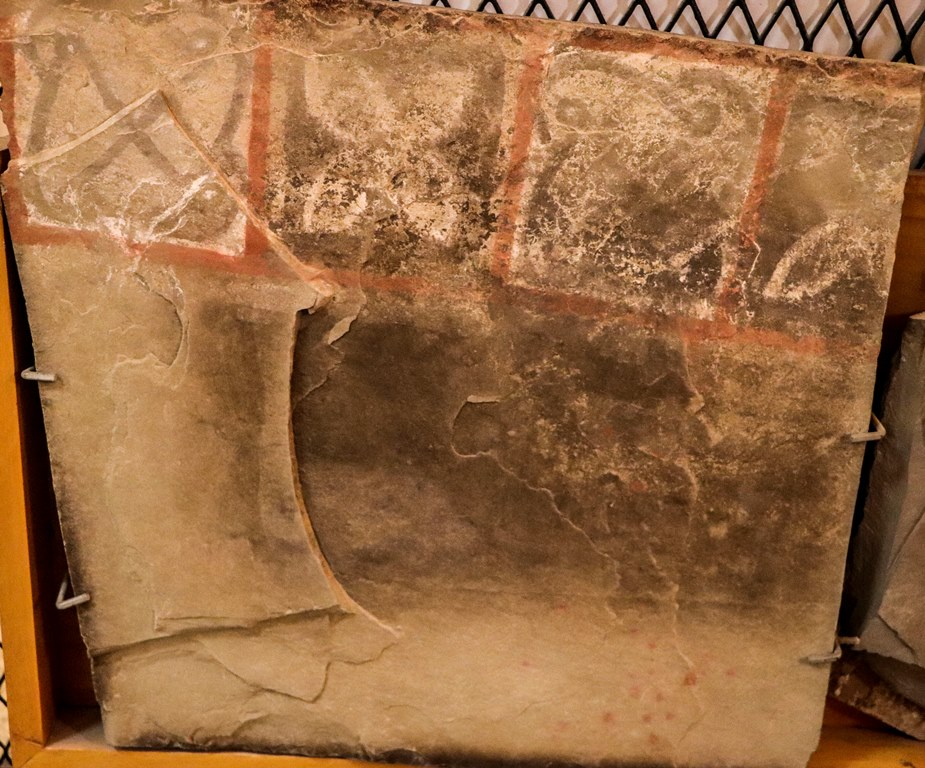
Placa epigráfica de xisto de Koumbi Saleh
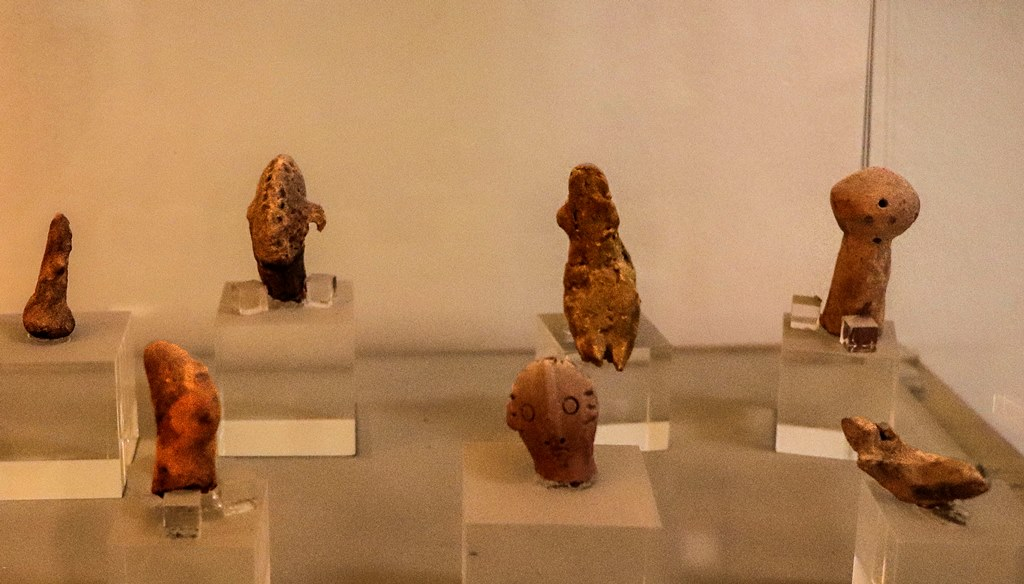
Estatuetas de adobe
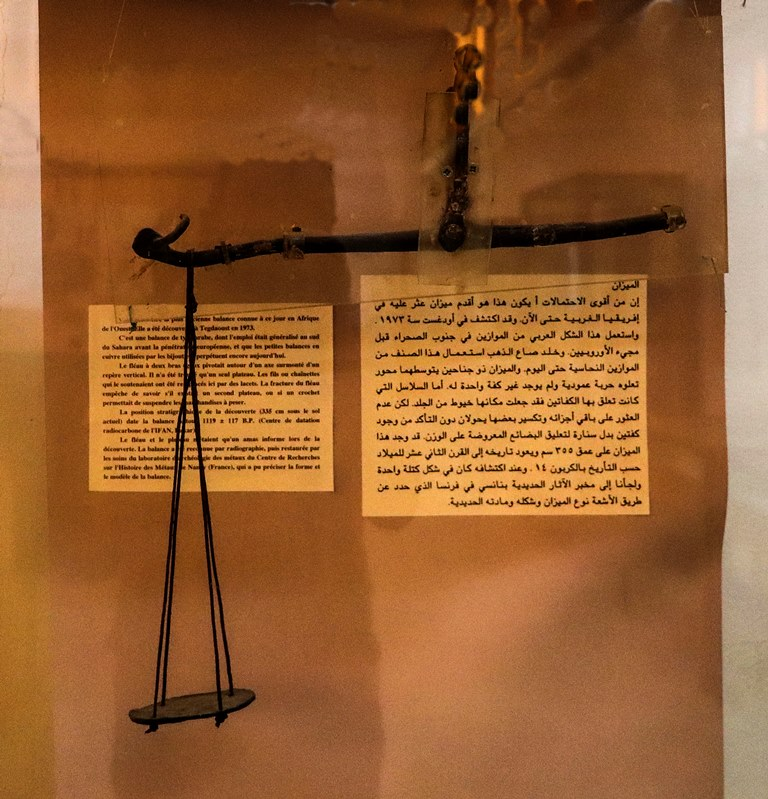
Balança árabe do Sahel, século X